# The Price Is Right (jeu vidéo)
The Price Is Right (en français Le Juste Prix), est un jeu vidéo édité par GameTek et sorti en 1990. Le jeu est une adaptation du jeu télévisé du même nom.

## Système requis
- PC MS-DOS 2.1
- Processeur : XT 8088/8086
- RAM=256 Ko
- Norme d’affichage=CGA